# Шевцов, Юрий Анатольевич
Ю́рий Анато́льевич Шевцо́в (бел. Юрый Анатольевіч Шаўцоў; 16 декабря 1959, Слуцк, Минская область, Белорусская ССР, СССР) — советский и белорусский гандболист, заслуженный мастер спорта СССР (1982). Главный тренер мужской сборной Белоруссии по гандболу (с 2009 года).

## Игровая карьера
Первый тренер — Владимир Шабунин. Играл на позициях правого крайнего и линейного.
- 1977—1991 — СКА (Минск),
- 1991—1992 — «Блау-Вайс Шпандау» (Берлин).

## Тренерская карьера
- 1992—1996 — «Блау-Вайс Шпандау» (Берлин),
- 1996—2001 — «Лемго»,
- 2001—2005 — ТУСЕМ (Эссен),
- 2005—2008 — «Райн-Неккар Лёвен» (Мангейм).
- С июля 2009 года — главный тренер сборной Белоруссии.

## Достижения
- Олимпийский чемпион-1988 (5 игр, 18 мячей).
- Чемпион мира-1982.
- 6-кратный чемпион СССР (1981, 1984—1986, 1988—1989).
- 3-кратный обладатель Кубка европейских чемпионов (1987, 1989, 1990).
- 2-кратный обладатель Кубка кубков европейских стран (1983, 1988).
- Обладатель Суперкубка (1989).
- В качестве тренера немецких клубов — чемпион и обладатель Кубка Германии (1997) и Кубке ЕГФ (2005), финалист Кубка Германии (1999, 2003, 2006, 2007) и Кубка кубков (2008).
- Награждён орденом «Знак Почёта».